# Chico Álvarez
Ernesto "Chico" Álvarez Peraza es un artista estadounidense de origen afrocubano de música latinoamericana. Nació en la ciudad de Nueva York, pero creció en Cuba y actualmente vive en el estado de Nueva Jersey.
Ha actuado como cantante en toda el área de los tres estados de la ciudad de Nueva York desde la década de 1980. Actualmente se presenta con la banda afrocubana Mafimba y también es conductor de un programa de radio de jazz latino los domingos por la tarde en WBAI Pacifica Radio (99.5 FM) llamado New World Gallery. 
También es artista gráfico y ha diseñado portadas de álbumes para varios sellos de música latina a lo largo de los años. 
Recibió un premio de la Federación Nacional de Locutores Comunitarios y ha entrevistado a artistas famosos como Dizzy Gillespie y Tito Puente. 